# 마이클 킨
마이클 빈선트 킨(영어: Michael Vincent Kean, 1993년 1월 11일 ~ )은 잉글랜드의 축구 선수로 현재 에버턴 FC에서 센터백으로 활약하고 있다.